# کلاغ دم‌بادبزنی
کلاغ دم‌بادبزنی(نام علمی: Corvus rhipidurus) نام یک گونه از سرده کلاغ است.